# Ateez
Ateez (кор. 에이티즈, Eitijeu, читається як «Ейтіз»; стилізується як ATEEZ) — південнокорейський бой-бенд, сформований у 2018 році компанією KQ Entertainment. Складається з восьми учасників: Хонджуна, Сонхви, Юнхо, Йосана, Сана, Мінґі, Уйона та Чонхо. Гурт дебютував 24 жовтня 2018 року з мініальбомом Treasure EP.1: All to Zero.
На момент червня 2023, Ateez випустили корейською мовою десять мініальбомів та один студійний альбом та японською мовою два сингл-альбоми, три мініальбоми та два студійних альбоми. Treasure EP.Fin: All to Action, Treasure Epilogue: Action to Answer, Zero: Fever Part.1, Zero: Fever Part.2, Zero: Fever Epilogue, The World EP.1: Movement та The World EP.2: Outlaw, кожен очолив Gaon Album Chart, а з Zero: Fever Part. 1 стали першим гуртом в країні, який отримав платинову сертифікацію альбому.
Корейські ЗМІ часто називають Ateez «Global Performance Idols» (досл. укр. Ідоли повного виконання), а англ. Ministry of Culture, Sports and Tourism — «лідерами 4-го покоління», оскільки вони продали понад 4 мільйони альбомів по всьому світу. У 2019 та 2020 році їх номінували на «Worldwide Fans' Choice» на Mnet Asian Music Awards, а також на Бонсан (головний приз) на 4th Fact Music Awards та 30-й й 31-й церемонії Seoul Music Awards. Гурт також виступає офіційними послами корейської культури та туризму за кордоном.
Пісні гурту створює власна продюсерська група EDENARY з семи осіб, чиї псевдоніми можна зустріти серед авторів пісень Ateez. Крім того, у їхньому створенні активну участь беруть Хонджун та Мінґі, які є співавторами багатьох текстів, а у випадку Хонджуна — і композитором.

## Назва
До свого дебюту Ateez були представлені як «KQ Fellaz», названі на честь своєї розважальної компанії KQ Entertainment. Під цією назвою вони існували до 3 липня 2018 року, коли їх було перейменовано на Ateez (назва утворена від «A TEEnager Z»).
17 листопада 2018 року через свій офіційний канал на VLive гурт оголосив офіційну назву свого фандому — Atiny (укр. «Ейтіні»), яка утворилася внаслідок як першої букви назви гурту «A» та англійського слова «destiny», і означає «Ateez's destiny» («доля Ateez»). Привітання: «8 makes 1 team» («восьмеро створюють одну команду»).

## Кар'єра

### 2016—2018: Додебютні часи, дебют з мініальбомомTreasure EP.1: All to Zero
KQ Entertainment почали планувати створення нового хлопчачого гурту, після того, як один зі співробітників знайшов лист та зразок мікстейпу від Кіма Хонджуна, який згодом й став лідером Ateez, у якому він висловловив зацікавленість у тому, щоб стати стажером компанії через захоплення Block B, гуртом, яким також керує KQ Entertainment. Хонджун став першим офіційним трейні компанії та залишався єдиним, доки через шість місяців не приєднався Юнхо. Протягом наступного року до KQ Entertainment приєдналися Мінґі, Сан, Сонхва, Йосан, Чонхо та Уйон. Багато з них мали попередній досвід навчання в інших компаніях: Мінґі — в Maroo Entertainment, Чонхо — в TOP Media, а Йосан та Уйон — у Big Hit Entertainment.
Хонджун, Мінґі, Уйон та Чонхо були учасниками південнокорейського музичного реаліті-шоу на виживання Mix Nine, зайнявши 42, 63, 72 та 43 місце відповідно. 18 травня 2018 року KQ Entertainment випустили відео на YouTube — «KQ Fellaz Performance Video I», в якому всі вісім учасників вперше виконали денс кавер на пісню «Pick It Up», репера Famous Dex. Невдовзі предебютне представлення гурту KQ Fellaz розпочалося із серії відео, що завантажили на YouTube та Vlive під назвою KQ fellaz American Training, перша серія вийшла 22 травня 2018 року. У п'ятихвилинних епізодах продемонстрували тренування учасників гурту, які проходили в The Millennium Dance Complex, танцювальній студії, розташованій у Лос-Анджелесі, Каліфорнія. Один із з учасників KQ Fellaz на ім'я Лі Джуньон (Lee Jun-young), який з'явився у цьому музичному відео, не увійшов до фінального складу Ateez. Для фіналу веб-серіалу, 3 липня 2018 року KQ Fellaz випустили пісню «From», написану та спродюсовану Хонджуном.
Після цього KQ Entertainment анонсувала реаліті-шоу, випустивши низку тизерів. У другому тизері, випущеному 3 липня, представили нову назву гурту — Ateez. Прем'єра шоу, Code Name Is Ateez, відбулася 20 липня на корейському телеканалі Mnet.
24 жовтня 2018 року Ateez представили свій дебютний мініальбом Treasure EP.1: All to Zero, разом з двома титульними синглами: «Pirate King» (кор. 해적왕, Haejeogwang) та «Treasure». Того ж дня Ateez провели свій дебютний шоукейс, а їхнє перше музичне шоу відбулось 25 жовтня на M Countdown, де вони виступили з піснею «Pirate King». За продажами Treasure EP.1: All to Zero досяг 7-го місця у південнокорейському чарті Gaon Albums, продавши 23,644 копій на момент 2018 року.

### 2019: Прорив, перший тур та перший студійний альбом
3 січня 2019 року Ateez анонсували свій перший мініальбом Treasure EP.2: Zero to One, опублікувавши фото-тизер на своїх акаунтах у соціальних мережах. 15 січня гурт випустив альбом Treasure EP.2: Zero to One та відеокліп до пісні «Say My Name». 7 лютого вийшов кліп на «Hala Hala (Hearts Awakened, Live Alive)».
24 січня, всього через 3 місяці після дебюту, вони оголосили про свій перший тур — The Expedition Tour з березневими концертами у п'яти американських містах: Нью-Йорку, Чикаго, Далласі, Атланті та Лос-Анджелесі. Потім тур продовжили до квітня, додавши європейські концерти у Лондоні, Лісабоні, Парижі, Берліні, Амстердамі, Мілані, Будапешті, Стокгольмі, Варшаві та Москві. Як повідомляється, всі квитки на американські та європейські концерти були розпродані. Також, тур відбувся за підтримки краудфандингової платформи MyMusicTaste.17 травня Ateez виступили на своєму першому K-pop концерті — KCON 2019 Japan, в місті Тіба, Японія. На початку червня тур The Expedition Tour знову продовжили, щоб у серпні відвідати австралійські міста Мельбурн та Сідней.
10 червня гурт випустив третій мініальбом Treasure EP.3: One to All. Його головний сингл «Wave» обрали за допомогою фанатського голосування. У день релізу альбому були випущені кліпи до пісень «Wave» та «Illusion». 20 червня на музичному телешоу M!Countdown Ateez з піснею «Wave» завоювали свою першу нагороду, а 25 червня вони здобули свою другу перемогу на музичній програмі The Show!. 8 липня вийшов кліп на пісню «Aurora», яка була написана лідером гурту Хонджуном під час туру і присвячувалась фанатам. Ateez виступили на заходах KCON у Нью-Йорку та Лос-Анджелесі у липні та серпні відповідно, а 20 серпня отримали нагороду Soribada Award за найкращий виступ.
18 вересня Ateez оголосили про своє третє повернення з їхнім першим студійним альбомом — Treasure EP.Fin: All to Action. Альбом вийшов 8 жовтня, разом з головною піснею альбому — «Wonderland». Альбом продали тиражем 165,479 фізичних копії у Південній Кореї на 2019 рік, й він став першим альбомом Ateez, що посів перше місце в щотижневому Gaon Albums Chart. 3 листопада гурт виграв нагороду «Best Korean Act» на церемонії MTV Europe Music Awards 2019 року.
10 листопада випустили японську дебютну пісню гурту — «Utopia» та кліп до неї, а 4 грудня Ateez випустили свій дебютний японський альбом Treasure EP. EXTRA: Shift The Map. Й того ж дня вони отримали нагороду «Worldwide Fans' Choice Award» на церемонії Mnet Asian Music Awards у Нагої, Японія.
29 вересня гурт виступив на KCON в Таїланді. Також Ateez виступили на низці фестивалів: 4 жовтня — на Spotify On Stage 2019 у Джакарті, Індонезія, 6 жовтня вони виступили на Сеульському музичному фестивалі (SMUF), а 20 жовтня — на фестивалі Busan One Asia, і, нарешті, 2 листопада — на Jindai Festa у Йокогамі (Японія).

### 2020: Заключна частина серіїTreasureта початок нової ериFever
6 січня Ateez випустили свій четвертий мініальбом Treasure Epilogue: Action to Answer — кінцеву частину серії Treasure а також кліп на головну пісню альбому «Answer». Мініальбом розійшовся тиражем 179,796 копії у Південній Кореї на момент 2020. 12 лютого Ateez випустили свій перший японський мініальбом Treasure EP.Map to Answer, з японською версією пісні «Answer» як головний сингл. Глядачі віддали належне музичному розмаїттю цього альбому, а також відзначили, що більш легке звучання його головного треку — «Answer». Treasure Epilogue: Action to Answer разом з трьома попередніми мініальбомами та одним повноформатним представляли єдиний концепт, заснований на естетиці та дусі подорожей, географічних відкриттів та пошуку скарбів.
На березень було заплановано початок всесвітнього концертного туру The Fellowship: Map the Treasure. 8-9 лютого гурт встиг провести дводенний концерт у Олімпійському залі Олімпійського парку в Сеулі. Це був їхній перший концерт на батьківщині з моменту дебюту.
Через обмеження, пов'язані з COVID-19, 30 травня Ateez провели безкоштовний віртуальний концерт — «Crescent Party» у додатку V Live, який переглянули понад 1,4 мільйона глядачів. 26 червня вони виступили на відкритті та закритті фестивалю KCON: TACT 2020 та провели першу віртуальну зустріч із шанувальниками.
4 липня Ateez випустили промографік свого п'ятого мініальбому Zero: Fever Part.1, першого релізу після завершення серії «Treasure». 29 липня вийшов п'ятий мініальбом Zero: Fever Part 1, з титульним треком «Inception», який обрали фанати замість «Thanxx». 24 серпня вийшов кліп на другу головну пісню мініальбому — «Thanxx». Добре знаний серед шанувальників кей-попу журналіст Джеф Бенджамін назвав цей альбом збалансованим музично та здатним відкрити гуртові шлях до більш широкої аудиторії по всьому світу. У перший тиждень після релізу продажі Zero: Fever Part 1 досягли більш, ніж 200 тис. копій, а згодом йому було надано платинову сертифікацію в Південній Кореї. З головною піснею цього альбому «Inception» гурт здобув перемоги у музичних програмах The Show, Show Champion. В день виходу альбому з'явився і кліп на «Inception». Існує думка, що творці цього кліпу надихалися фільмом Крістофера Нолана «Початок» (Inception) 2010 року, однією з тем якого є змішання сну, вигадки з реальністю; подібні образи використані і у цьому музичному відео.
29 серпня Ateez з'явилися на південнокорейському музичному шоу Immortal Songs: Singing the Legend. Вони виконали кавер-версію пісні Turbo «The Black Cat Nero» та виграли у епізоді, ставши першим гуртом у четвертому поколінні та шостим ідол-гуртом, який переміг у програмі. 31 жовтня Ateez випустили спеціальну версію кліпу пісні «The Black Cat Nero», присвячену Хелловіну, за участю оригінального виконавця Кім Чонґука.
15 листопада було оголошено про те, що у зв'язку зі станом здоров'я (тривожний розлад) Мінґі тимчасово припинить свою діяльність у гурті.
8 травня гурт зустрівся з міністром культури, спорту та туризму Південної Кореї, який нагородив їх званням Міжнародних посланців корейської культури та поширювачів інформації про Корею (2020 Talk Talk Korea Overseas Culture and Information Ambassadors). Раніше це почесне звання отримували такі популярні південнокорейські гурти як BTS, EXO та Winner.
30 травня на платформі VLive було розміщено запис спеціально знятого концерту під назвою «Crescent: Online ATINY Party». У такий спосіб гурт продовжував свої активності в умовах карантинних обмежень, викликаних пандемією COVID-19.
На початку червня гурт з'явився в одному з епізодів шоу Travel at Home («Подорожуємо вдома») телеканалу SBS MTV. У цьому шоу айдоли проводять віртуальну мандрівку Південною Кореєю разом зі своїми фанатами-глядачами. Гурт мав фотосесію для вересневого випуску журналу The Star.
На церемонії Mnet Asian Music Awards 2020 року Ateez отримали нагороди «Worldwide Fans' Choice» та « Discovery of the Year». Під час виступу на шоу оголосили, що вони приєднаються до The Boyz та Stray Kids в першому сезоні Kingdom: Legendary War, конкурсного шоу Mnet, яке вийшло в ефір у квітні 2021 року.
У вересні Ateez стали учасниками благодійного проекту Polished Men, спрямованого на захист дітей від насилля. Також учасники гурту брали участь у інших благодійних проектах.

### 2021: СеріяFever, Kingdomта просування у Південній Кореї
У січні було оголошено, що гурт візьме участь у запланованому на квітень телешоу Kingdom: Legendary War телеканалу Mnet де він буде боротися за перемогу з іншими чоловічими поп-гуртами: BtoB, iKON, SF9, Stray Kids та The Boyz.
6 лютого Ateez знову виступили на телешоу Immortal Songs: Singing the Legend, виконавши композицію відомого південнокорейського співака Rain «It's Raining» і здобувши перемогу. Так гурт став першим поп-гуртом, який здобув кілька перемог у цьому шоу.
1 березня вийшов другий мініальбом серії Fever і 6-й загалом — Zero: Fever Part.2. Того ж дня було продемонстровано кліп на його головну композицію у стилі EDM «Fireworks (I'm The One)». Візуально кліп відсилає до фільму Джорджа Міллера «Шалений Макс: Дорога гніву» (Mad Max). За визначенням, цей мініальбом має розкривати унікальний шарм гурту. 2 березня через платформу VLIVE відбулася трансляція шоукейсу, присвяченого Zero: Fever Part.2.
9 березня з головною піснею альбому гурт здобув перемогу на музичному шоу The Show. 8 липня Zero: Fever Part.2 отримав подвійну платинову сертифікацію — це означає, що було продано більше 500 тис. фізичних копій альбому.
У зв'язку зі станом здоров'я Мінґі не брав участі у промоціях цього камбеку, як і у зніманнях Kingdom: Legendary War.
24 квітня відбувся реліз другого японського повноформатного альбому Into the A to Z, що складався з двох оригінальних японських пісень та японських версій раніше випущених корейських пісень гурту.
У квітні Чхве Сана було оголошено послом зі зв'язків з громадськістю його рідного міста Намхе.
7 травня розпочався показ дорами «Імітація», у якій знімались Юнхо, Чонхо, Сонхва та Сан. Юнхо грав одного з головних героїв на ім'я Юджин.
19 липня Мінґі повернувся до діяльності у гурті.
13 вересня відбувся реліз мініальбому Zero: Fever Part.3, передзамовлення якого склали більше, ніж 800 тис. фізичних копій. У день релізу альбому посів перший рядок Billboard's World Albums Chart, а головна пісня альбому, «Deja Vu», — 4-те місце Billboard's World Digital Songs Chart, а також гурт вперше з'явився чарті Billboard 200, де Zero: Fever Part.3 дебютував на 42-й позиції. 11 листопада альбом отримав подвійну платинову сертифікацію.
22 вересня гурт здобув перемогу на музичному шоу Show Champion з піснею «Deja Vu».
10 грудня вийшов заключний мініальбом серії Fever — Zero: Fever Epilogue з двома головними піснями: «Turbulence» and «멋(The Real) (흥: 興 Ver.)».
З 2 березня по 14 грудня учасник гурту Йосан був співведучим музичної телепрограми The Show!.

### 2022: Два світових тура,Beyond: Zero,The World EP.1: Movement,The World EP.ParadigmтаSpin Off: From the Witness
З 7 по 9 січня Ateez провели перші за два роки офлайн-концерти в Сеулі. Світовий тур The Fellowship: Beginning of the End в січні продовжили шістьма концертами в Чикаго, Атланті, Ньюарку, Далласі та Лос-Анджелесі у США. 18 січня оголосили, що Йосан продовжить бути співведучим The Show! другий рік. 23 січня Ateez отримали головну нагороду (бонсан) на 31-й церемонії Seoul Music Awards.
31 січня гурт випустив промо-сингл «Don't Stop» через Universe Music для платформи Universe. 3 лютого оголосили, що 8 лютого Ateez з'являться на Global Spin Live в англ. Grammy Museum, дос. «Музей Ґреммі».
Європейська частина Fellowship: Beginning of The End перенесли на кінець квітня та травень; відбулося вісім концертів у Мадриді, Лондоні, Парижі, Берліні та Амстердамі, однак концерт у Варшаві було скасовано. Також оголосили три додаткові концерти у середині липня в Йокогамі, Японія.
25 травня Ateez випустили другий японський мініальбом Beyond: Zero, з титульним синглом «Rocky (Boxers Ver.)». Мініальбом посів друге місце в щотижневих чартаз Oricon та Line Music й у чарті Billboard Japan.
30 червня гурт виступив на фестивалі Jeddah K-pop Festival у Саудівській Аравії. 3 липня вони закрили другий день UNI-KON 2022 у Сеулі.
29 липня Ateez випустили дев'ятий корейський мініальбом The World EP.1: Movement, з титульним синглом «Guerrilla». Пре замовлення перевищили 1,1 мільйона копії, що зробило його першим мільйонником гурту. Продажі альбому за перший тиждень перевищили 930,000 фізичних копії, а мініальбом очолював два тижні поспіль південнокорейський чарт Circle Album Chart. Альбом посів третє місце в чарті Billboard 200 у США, ставши перший альбомом Ateez, що потрапив до першої десятки чарту. По завершенню просування альбому гурт отримав шість нагород за «Guerrilla», отримавши перші місця на The Show, Show Champion та Music Bank.
22 серпня Ateez виступили на KCON 2022 в Лос-Анджелесі й були обрані для виконання лос-анджелеської версії фірмової пісні «Poppia». 8 вересня стало відомо, що Хонджун та Юнхо обрали діджеями для 3-го сезону Idol Radio на MBC Radio, й що шоу буде виконуватись в концепції Ateez, — «космічний пірат». 9 вересня гурт випустив саундтрек до веб-драми Mimicus — «Let's Get Together». 16 вересня Чонхо випустив свою першу сольну пісню «A Fairy Tale of Youth» для естрадного шоу Young Actor's Retreat на телеканалі TVING.
У вересні та жовтні Ateez взяли участь у кількох концертах по всій Азії, включаючи Kpop Land 2022 у Джакарті, K-pop Masterz Ep.2 у Манілі та Бангкоку, KCON 2022 Saudi Arabia в Ер-Ріяді, Powerful Daegu K-pop Concert Restart та KCON 2022 Japan в Токіо. 8 жовтня Ateez отримали нагороду «Artist of the Year Bonsang», а також нагороду «Best Performer» на церемонії The Fact Music Awards.
29 та 30 жовтня Ateez відкрили свій другий світовий тур — The Fellowship: Break The Wall, двома аншлаговими концертами в Сеулі. Гурт розпочав північноамериканський етап, що склався з одинадцяти концертів в Окленді, Анагаймі, Фініксі, Далласі, Чикаго, Атланті, Ньюарку та Торонто. Вони закрили частину 2022 року двома концертами у місті Тіба, Японія. KQ Fellaz 2, дебютний бой-бенд лейблу, під яким працює Ateez, виступав на розігріві на усіх концертах, окрім концерту в Канаді. 26 листопада Чонхо випустив пісню «Gravity» для драми JTBC — Reborn Rich.
30 листопада Ateez випустили свій третій японський мініальбом The World EP.Paradigm з титульним синглом «Paradigm». Альбом посів перше місце в чарті Oricon Albums Chart, а також у Oricon Weekly Combined Album Chart. Він також посів перше місце в чарті Billboard Japan Top Album Sales, продавши 124,584 фізичні копії за перший тиждень.
7 грудня Ateez випустили опенінг «Like That» до аніме Lookism, адаптації однойменного веб-туна. 15 грудня оголосили, що гурт також випустить опенінг Limitless до аніме Duel Masters WIN.
22 грудня KQ Entertainment випустили трейлер першого корейського сингл-альбому Ateez, Spin Off: From the Witness, який вийшов 30 грудня, з тиульним синглом «Halazia». Сингл увійшов до топ-10 чарту Billboard 200 та посів друге місце у списку найкращих альбомів Billboard. 6 січня Halazia принесли Ateez 13-ту перемогу на музичному шоу, посівши перше місце на KBS2 Music Bank.

### 2023-донині: Продовження світового туру «Break the Wall»,Limitless,The World EP.2: OutlawтаThe World EP.Fin: Will
Після завершення внутрішнього просування Spin Off: From the Witness, з 29 січня по 3 лютого Ateez просували свій мініальбом The World EP. Paradigm в Японії. 10 лютого гурт розпочав європейську частину туру Fellowship: Break The Wall в Амстердамі, після чого пройшло вісім концертів у Берліні, Брюсселі, Лондоні, Мадриді, Копенгагені та Парижі. 28 лютого Чонхо випустив пісню «Wind» для дорами TvN Our Blooming Youth. 8 березня оголосили, що Йосан залишиться ведучим The Show третій рік поспіль. 19 березня гурт виступив на фестивалі KCON Thailand у IMPACT Arena.
22 березня Ateez випустили Limitless, свій другий японський сингл-альбом, який також включав однойменний опенінг, записаний для аніме Duel Masters WIN.
У період з квітня по травень Ateez виступали на багатьох заходах, таких як Lovesome Festival 2023 в Сеулі, K-POP Super Live у Seoul Festa 2023, Dance Day Live 2023 у Токіо, та KCON Japan 2023 у Тібі. Вони також провели шість концертів з Fellowship: Break The Wall у Сеулі, Токіо та Тібі.
16 червня Ateez випустили свій дев'ятий мініальбом The World EP.2: Outlaw. Мініальбом найуспішнішим поверненням гурту, зайнявши друге місце у Billboard 200, перше у Billboard Top Albums Sales Chart та десяте в Officials Albums Chart.
1 грудня 2023 року вийшов другий корейський студійний альбом The World EP.Fin: Will. Альбом зайняв перше місце у Billboard 200 та у Billboard Top Albums Sales Chart, а також друге місце у UK Officials Album Chart. Також цей альбом вперше за їхню кар'єру тричі переміг на музичному шоу.

## Учасники
| Сценічний псевдонім | Сценічний псевдонім | Сценічний псевдонім | Повне ім'я | Повне ім'я    | Повне ім'я  | Позиція у гурті                              | Дата народження              | Місце народження                        |
| Хангилем            | Латиницею           | Українською         | Хангилем   | Латиницею     | Українською | Позиція у гурті                              | Дата народження              | Місце народження                        |
| ------------------- | ------------------- | ------------------- | ---------- | ------------- | ----------- | -------------------------------------------- | ---------------------------- | --------------------------------------- |
| 홍중                | Hongjoong           | Хонджун             | 김홍중     | Kim Hongjoong | Кім Хонджун | Капітан (лідер), вокаліст, репер, композитор | 7 листопада 1998 (26 років)  | Аньян, Південна Корея                   |
| 성화                | Seonghwa            | Сонхва              | 박성화     | Park Seonghwa | Пак Сонхва  | Вокаліст, саб-репер                          | 3 квітня 1998 (26 років)     | Чинджу, Південна Корея                  |
| 윤호                | Yunho               | Юнхо                | 정윤호     | Jeong Yunho   | Чон Юнхо    | Ведучий вокаліст, головний танцюрист         | 23 березня 1999 (26 років)   | Кванджу, Південна Корея                 |
| 여상                | Yeosang             | Йосан               | 강여상     | Kang Yeosang  | Кан Йосан   | Вокаліст                                     | 15 червня 1999 (25 років)    | Інчхон, Південна Корея                  |
| 산                  | San                 | Сан                 | 최산       | Choi San      | Чхве Сан    | Ведучий вокаліст, ведучий танцюрист          | 10 липня 1999 (25 років)     | Намхе, Південна Корея                   |
| 민기                | Mingi               | Мінґі               | 송민기     | Song Mingi    | Сон Мінґі   | Головний репер, головний танцюрист           | 9 серпня 1999 (25 років)     | Інчхон, Південна Корея                  |
| 우영                | Wooyoung            | Уйон                | 정우영     | Jung Wooyoung | Чон Уйон    | Саб-вокаліст                                 | 26 листопада 1999 (25 років) | Округ Ільсан міста Коян, Південна Корея |
| 종호                | Jongho              | Чонхо               | 최종호     | Choi Jongho   | Чхве Чонхо  | Головний вокаліст, макне                     | 12 жовтня 2000 (24 роки)     | Сеул, Південна Корея                    |

## Дискографія

### Студійні альбоми

#### Корейські
- Treasure EP.Fin: All to Action (2019)

#### Японські
- Treasure EP.Extra: Shift the Map (2019)

### Мініальбоми

#### Корейські
- Treasure EP.1: All to Zero (2018)
- Treasure EP.2: Zero to One (2019)
- Treasure EP.3: One to All (2019)
- Treasure Epilogue: Action to Answer (2020)
- Zero: Fever Part.1 (2020)
- Zero: Fever Part.2 (2021)
- Zero: Fever Part.3 (2021)
- Zero: Fever Epilogue (2021)
- The World EP.1: Movement (2022)
- The World EP.2: Outlaw (2023)

#### Японські
- Treasure EP. Map to Answer (2020)

## Концертні тури
- The Expedition Tour (2019)
- The Fellowship: Beginning of the End Tour (2022)
- The Fellowship: Break The Wall Tour (2022)[162]

## Фільмографія
| Рік  | Назва                       | Кількість епізодів               | Мережа   | Прим.   |
| ---- | --------------------------- | -------------------------------- | -------- | ------- |
| 2018 | KQ fellaz American Training | 19                               | YouTube  |         |
| 2018 | Mission Name: ATEEZ         | 8                                | Mnet     |         |
| 2018 | ATEEZ log                   | 70+, триває вихід нових епізодів | Youtube  |         |
| 2019 | Ateez Wanted                | 8                                | Youtube  |         |
| 2019 | Ateez Long Journey          | 4                                | Mnet     |         |
| 2019 | Ateez Treasure Film         | 3                                | Mnet     |         |
| 2021 | Kingdom: Legendary War      | 10                               | Mnet     | [ 163 ] |
| 2021 | Ateez's Do Not Disturb      | 8                                | Universe |         |

| Учасник | Назва           | Тема                                                               | Примітка                                                                          |
| ------- | --------------- | ------------------------------------------------------------------ | --------------------------------------------------------------------------------- |
| Хонджун | BY. HONGJOONG   | Хонджун виконує кавер-версії популярних пісень                     |                                                                                   |
| Сонхва  | MARS ASMR       | ASMR-відео                                                         |                                                                                   |
| Юнхо    | ANEWZ           | Новини гурту у сетінгу телестудії новин                            |                                                                                   |
| Йосан   | 전지적 여상시점 | Прості експерименти з підручних матеріалів                         | «Всювидющий»                                                                      |
| Сан     | 산이미식회      | Сан їсть у закладах громадського харчування                        | «Ресторан Сана»                                                                   |
| Мінґі   | 밍키웨이        | Мінґі демонструє свій гардероб та розповідає про нього             | «Мінківей», від поєднання англ. Milky Way та імені Мінґі                          |
| Уйон    | 맛있게 먹우영   | Уйон готує разом з професійними кухарями (починаючи з епізоду № 2) | «Смачно їстьУйон»; «Смачно їстьон», 먹우영 як поєднання «мокойо» — «їсти» та Уйон |
| Чонхо   | 쭁ST            | Чонхо виконує саундтреки до дорам                                  | «ЧонСТ»                                                                           |

## Нагороди та номінації
| Церемонія нагород            | Рік  | Категорія                                 | Номінант                            | Результат        | Прим.   |
| ---------------------------- | ---- | ----------------------------------------- | ----------------------------------- | ---------------- | ------- |
| APAN Music Awards            | 2020 | Best Male Group (Global)                  | Ateez                               | Номінація        | [ 165 ] |
| APAN Music Awards            | 2020 | APAN Top 10 (Bonsang)                     | Ateez                               | Номінація        | [ 165 ] |
| Asia Artist Awards           | 2020 | Popularity Award — Male Singer            | Ateez                               | Номінація        | [ 166 ] |
| Asia Artist Awards           | 2021 | AAA RET Popularity Award — Male Group     | Ateez                               | Номінація        | [ 167 ] |
| Asia Artist Awards           | 2021 | U+Idol Live Popularity Award — Male Group | Ateez                               | Номінація        | [ 168 ] |
| Asia Model Awards            | 2020 | Popular Star Award — Male (Singer)        | Ateez                               | Перемога         | [ 169 ] |
| Blue Dragon Series Awards    | 2022 | Best Male Entertainer                     | Ateez                               | Внесено в список | [ 170 ] |
| Blue Dragon Series Awards    | 2022 | Best New Male Entertainer                 | Ateez                               | Внесено в список | [ 170 ] |
| Forbes Korea Awards          | 2022 | The Best Fandom                           | Ateez                               | Перемога         | [ 171 ] |
| Gaon Chart Music Awards      | 2021 | Album of the Year — 1st Quarter           | Treasure Epilogue: Action to Answer | Номінація        | [ 172 ] |
| Gaon Chart Music Awards      | 2021 | Album of the Year — 3rd Quarter           | Zero: Fever Part.1                  | Номінація        | [ 172 ] |
| Gaon Chart Music Awards      | 2021 | Mubeat Global Choice Award — Male         | Ateez                               | Номінація        | [ 173 ] |
| Gaon Chart Music Awards      | 2021 | World Rookie of the Year                  | Ateez                               | Перемога         | [ 174 ] |
| Gaon Chart Music Awards      | 2022 | Mubeat Global Choice Award — Male         | Ateez                               | Номінація        | [ 175 ] |
| Genie Music Awards           | 2019 | The Male New Artist                       | Ateez                               | Номінація        | [ 176 ] |
| Golden Disc Awards           | 2020 | Disc Bonsang                              | Treasure EP.Fin: All to Action      | Номінація        | [ 177 ] |
| Golden Disc Awards           | 2020 | Most Popular Artist                       | Ateez                               | Номінація        | [ 178 ] |
| Golden Disc Awards           | 2020 | Next Generation Award                     | Ateez                               | Перемога         | [ 179 ] |
| Golden Disc Awards           | 2020 | Rookie of the Year                        | Ateez                               | Номінація        | [ 177 ] |
| Golden Disc Awards           | 2021 | Disc Bonsang                              | Zero: Fever Part.1                  | Номінація        | [ 180 ] |
| Golden Disc Awards           | 2021 | Curaprox Popularity Award                 | Ateez                               | Номінація        | [ 181 ] |
| Golden Disc Awards           | 2021 | QQ Music Popularity Award                 | Ateez                               | Номінація        | [ 182 ] |
| Golden Disc Awards           | 2022 | Album Bonsang                             | Zero: Fever Part.3                  | Номінація        | [ 183 ] |
| Golden Disc Awards           | 2022 | Most Popular Artist Award                 | Ateez                               | Номінація        | [ 184 ] |
| Hanteo Music Awards          | 2021 | Artist Award — Male Group                 | Ateez                               | Номінація        | [ 185 ] |
| Hanteo Music Awards          | 2021 | Initial Chodong Record Award              | Ateez                               | Перемога         | [ 185 ] |
| K Global Heart Dream Awards  | 2023 | K Global Best World Tour Award            | Ateez                               | Перемога         | [ 186 ] |
| K Global Heart Dream Awards  | 2023 | K Global Bonsang (Main Prize)             | Ateez                               | Перемога         | [ 187 ] |
| MAMA Awards                  | 2019 | Artist of the Year                        | Ateez                               | Номінація        | [ 188 ] |
| MAMA Awards                  | 2019 | Best New Male Artist                      | Ateez                               | Номінація        | [ 189 ] |
| MAMA Awards                  | 2019 | Worldwide Icon of the Year                | Ateez                               | Номінація        | [ 190 ] |
| MAMA Awards                  | 2019 | Worldwide Fans' Choice Top 10             | Ateez                               | Перемога         | [ 190 ] |
| MAMA Awards                  | 2020 | Worldwide Icon of the Year                | Ateez                               | Номінація        | [ 191 ] |
| MAMA Awards                  | 2020 | Worldwide Fans' Choice Top 10             | Ateez                               | Перемога         | [ 191 ] |
| MAMA Awards                  | 2020 | Discovery of the Year                     | Ateez                               | Перемога         | [ 191 ] |
| MAMA Awards                  | 2020 | Best Dance Performance — Male Group       | «Inception»                         | Номінація        | [ 192 ] |
| MAMA Awards                  | 2020 | Song of the Year                          | «Inception»                         | Номінація        | [ 192 ] |
| MAMA Awards                  | 2021 | Worldwide Fans' Choice Top 10             | Ateez                               | Номінація        |         |
| MAMA Awards                  | 2022 | Worldwide Fans' Choice Top 10             | Ateez                               | Номінація        | [ 193 ] |
| MTV Europe Music Awards      | 2019 | Best Korean Act                           | Ateez                               | Перемога         | [ 194 ] |
| Mubeat Awards                | 2019 | Best Song                                 | «Wonderland»                        | Перемога         | [ 195 ] |
| Mubeat Awards                | 2019 | Best Ending Fairy                         | «Wonderland»                        | Номінація        | [ 195 ] |
| Mubeat Awards                | 2019 | Best Male Rookie Artist                   | Ateez                               | Номінація        | [ 195 ] |
| Mubeat Awards                | 2019 | Best Performance Group                    | Ateez                               | Номінація        | [ 195 ] |
| Mubeat Awards                | 2020 | Artist of the Year                        | Ateez                               | Номінація        | [ 196 ] |
| Mubeat Awards                | 2020 | Song of the Year                          | «Inception»                         | Номінація        | [ 196 ] |
| Mubeat Awards                | 2020 | Best Performance Group                    | «Inception»                         | Номінація        | [ 196 ] |
| Mubeat Awards                | 2021 | Artist of the Year                        | Ateez                               | Номінація        | [ 197 ] |
| Mubeat Awards                | 2021 | Song of the Year                          | «Deja Vu»                           | Номінація        | [ 197 ] |
| Mubeat Awards                | 2021 | MV of the Year                            | «Deja Vu»                           | Номінація        | [ 197 ] |
| Mubeat Awards                | 2021 | Best Performance                          | «Deja Vu»                           | Номінація        | [ 197 ] |
| Seoul Music Awards           | 2020 | K-Wave Award                              | Ateez                               | Номінація        | [ 198 ] |
| Seoul Music Awards           | 2020 | Popularity Award                          | Ateez                               | Номінація        | [ 198 ] |
| Seoul Music Awards           | 2020 | Rookie of the Year                        | Ateez                               | Номінація        | [ 199 ] |
| Seoul Music Awards           | 2021 | Main Award (Bonsang)                      | Ateez                               | Перемога         | [ 200 ] |
| Seoul Music Awards           | 2021 | K-Wave Popularity Award                   | Ateez                               | Номінація        | [ 201 ] |
| Seoul Music Awards           | 2021 | Popularity Award                          | Ateez                               | Номінація        | [ 201 ] |
| Seoul Music Awards           | 2021 | WhosFandom Award                          | Ateez                               | Номінація        | [ 202 ] |
| Seoul Music Awards           | 2022 | Main Award (Bonsang)                      | Ateez                               | Перемога         | [ 203 ] |
| Seoul Music Awards           | 2022 | K-wave Popularity Award                   | Ateez                               | Номінація        | [ 204 ] |
| Seoul Music Awards           | 2022 | Popularity Award                          | Ateez                               | Номінація        | [ 204 ] |
| Seoul Music Awards           | 2022 | U+Idol Live Best Artist Award             | Ateez                               | Номінація        | [ 205 ] |
| Seoul Music Awards           | 2023 | Main Award (Bonsang)                      | Ateez                               | Номінація        | [ 206 ] |
| Seoul Music Awards           | 2023 | K-wave Popularity Award                   | Ateez                               | Номінація        | [ 206 ] |
| Seoul Music Awards           | 2023 | Popularity Award                          | Ateez                               | Номінація        | [ 206 ] |
| Soribada Best K-Music Awards | 2019 | Performance Award                         | Ateez                               | Перемога         | [ 207 ] |
| Soribada Best K-Music Awards | 2019 | Popularity Award — Male                   | Ateez                               | Номінація        | [ 208 ] |
| Soribada Best K-Music Awards | 2020 | Popularity Award — Male                   | Ateez                               | Номінація        | [ 209 ] |
| Soribada Best K-Music Awards | 2020 | Global Artist Award                       | Ateez                               | Номінація        | [ 210 ] |
| The Fact Music Awards        | 2020 | Global Hottest Artist                     | Ateez                               | Перемога         | [ 211 ] |
| The Fact Music Awards        | 2020 | Popularity Award                          | Ateez                               | Номінація        | [ 212 ] |
| The Fact Music Awards        | 2020 | Fan N Star Choice Award － Singer         | Ateez                               | Номінація        | [ 213 ] |
| The Fact Music Awards        | 2021 | Artist of the Year (Bonsang)              | Ateez                               | Перемога         | [ 214 ] |
| The Fact Music Awards        | 2021 | Popularity Award                          | Ateez                               | Номінація        | [ 215 ] |
| The Fact Music Awards        | 2021 | Fan N Star Choice Award － Singer         | Ateez                               | Номінація        | [ 216 ] |
| The Fact Music Awards        | 2022 | Artist of the Year (Bonsang)              | Ateez                               | Перемога         | [ 217 ] |
| The Fact Music Awards        | 2022 | Best Performer                            | Ateez                               | Перемога         | [ 218 ] |

### Статті-списки
| Видавець      | Рік  | Стаття-список                       | Місце    | Прим.   |
| ------------- | ---- | ----------------------------------- | -------- | ------- |
| Grammy Awards | 2021 | 5 Rising Korean Artists To Know Now | У списку | [ 219 ] |